# SAGA Hisamitsu Springs
Le SAGA Hisamitsu Springs (SAGA久光スプリングス) sono una società pallavolistica femminile giapponese, con sede sia a Kōbe che a Tosu: militano nel campionato giapponese di SV.League; il club appartiene alla Hisamitsu Pharmaceutical.

## Storia
Le Hisamitsu Springs nascono nel 1948 a Tosu. Dopo molti anni di militanza nelle categorie inferiori del campionato giapponese, nella stagione 1981-82 partecipa al per la prima volta alla League giapponese, massima serie del campionato giapponese, classificandosi sesto. Per anni, la squadra retrocede e viene ripromossa nella massima serie.
Nella stagione 2000-01, la Hisamitsu Pharmaceutical diventa proprietaria delle Orange Attackers, rinominandole Hisamitsu Springs Attackers, e fondendole, nel 2001, con le Tosu Hisamitsu Springs, formando il club attuale. Nonostante la fusione dei due club in uno solo, la società scelse di mantenere la doppia sede. Già nel 2001, giocano la finale della Coppa AVC per club, perdendo contro lo Shanghai Nuzi Paiqiu Dui. Nell'edizione successiva rigiocano la finale, questa volta vincendola. Nella stagione 2001-02, vincono per la prima volta il campionato giapponese, in finale contro le NEC Red Rockets, riscattando la finale persa nella stagione precedente contro l'Okisu Toyobo.
Nella stagione 2006-07, vincono per la seconda volta il campionato, battendo in finale le JT Marvelous e riscattando, come avvenuto con la prima vittoria, la sconfitta nella finale della stagione precedente. Nella stagione 2008-09, giocano la loro quinta finale, perdendo contro le Toray Arrows. Nella stagione 2012-13 vincono la Coppa dell'Imperatrice, lo scudetto, il Torneo Kurowashiki ed il V.League Top Match. Nella stagione successiva la squadra vince nuovamente la Coppa dell'Imperatrice e lo scudetto.
Nel 2024 il club adotta la nuova denominazione SAGA Hisamitsu Springs.

## Rosa 2019-2020
| N° | Nome             | Ruolo | Data di nascita   | Nazionalità sportiva |
| -- | ---------------- | ----- | ----------------- | -------------------- |
| 1  | Miyu Nagaoka     | O     | 25 luglio 1991    | Giappone             |
| 2  | Fabiana Claudino | C     | 24 gennaio 1985   | Brasile              |
| 3  | Risa Shinnabe    | S     | 11 luglio 1990    | Giappone             |
| 4  | Nana Iwasaka     | C     | 3 luglio 1990     | Giappone             |
| 5  | Arisa Inoue      | S     | 8 maggio 1995     | Giappone             |
| 6  | Yuki Ishii       | S     | 8 maggio 1991     | Giappone             |
| 7  | Hikari Kato      | S     | 26 agosto 1997    | Giappone             |
| 8  | Rika Nomoto      | S     | 21 settembre 1991 | Giappone             |
| 9  | Haruka Kanamori  | C     | 9 aprile 1996     | Giappone             |
| 10 | Kotoki Zayasu    | L     | 11 gennaio 1990   | Giappone             |
| 11 | Erika Sakae      | P     | 3 aprile 1991     | Giappone             |
| 12 | Yūka Imamura     | S     | 2 settembre 1993  | Giappone             |
| 13 | Kiyora Obikawa   | C     | 31 maggio 1993    | Giappone             |
| 14 | Miyu Nakagawa    | S     | 8 gennaio 2000    | Giappone             |
| 17 | Asuka Hamamatsu  | C     | 22 dicembre 1998  | Giappone             |
| 18 | Mana Toe         | L     | 18 maggio 1994    | Giappone             |
| 19 | Shion Hirayama   | C     | 7 novembre 2000   | Giappone             |
| 24 | Ayano Kojima     | P     | 24 luglio 1991    | Giappone             |

## Palmarès
- Campionato giapponese: 8

2001-02, 2006-07, 2012-13, 2013-14, 2015-16, 2017-18, 2018-19, 2021-22
- Coppa dell'Imperatrice: 8

2009, 2012, 2013, 2014, 2015, 2016, 2018, 2021
- Torneo Kurowashiki: 3

2006, 2007, 2013
- / V.League Top Match: 3

2006, 2007, 2013
- Coppa AVC per club/Campionato asiatico per club: 2

2002, 2014